# Steel Hook Prostheses
Steel Hook Prostheses (englisch Stahlhakenprothesen) ist ein 1999 gegründetes Death-Industrial-Projekt.

## Geschichte
Die in Arlington lebenden John Stillings und Larry Kerr initiierten Steel Hook Prostheses 1999 unter dem Einfluss der europäischen Death-Industrial-Interpreten. Das Debüt des Duos, Apotemnophilia, erschien 2001 über Cyber-Blast-Records. Es folgten Kooperationen mit populären Unternehmen des Post-Industrial wie Slaughter Productions und Malignant Records.

## Konzept
Mit Steel Hook Prostheses widmen sich Stillings und Kerr der Auseinandersetzung mit den Gräueln, die Menschen einander zuzufügen im Stande sind. Das beinhaltet „geheimnisvolle medizinische Praktiken, Völkermord, Krieg, Grausamkeiten“ sowie diverse weitere erschreckende Dinge gesellschaftlichen und menschlichen Ursprungs. Kern seien Dinge, die den Musikern ein Gefühl des Unbehagens verleihen. Als ursächlich für das Konzept benennt Stillings Erfahrungen in seiner Jugend im Dallas VA Medical Center, einem Veteranenkrankenhaus, in dem seine Mutter arbeitete.

„I saw a lot of freaky shit around there that stuck with me for a long time.“

„Ich habe eine Menge verrückten Scheiß dort gesehen, der mich sehr lange verfolgt hat.“

## Stil
Die Musk von Steel Hook Protheses gilt als Weiterentwicklung des Death Industrial unter der Nutzbarmachung von Elementen des Dark Ambient und des Power Electronics, die ohne Brüche ineinander übergehen und einander ergänzen.
Im Rahmen des modernisierten Death Industrial bleibt der Stil des Projektes allerdings konstant. Aus „dem allgegenwärtigen, schleifenden Hintergrundschnarren“ dringen, „mal mehr, mal weniger zerschreddert-verwaschen[e] Vocals, die irgendwo zwischen black-metaleskem Growlen […] und [Power-Electronics]-typisch verzerrtem Geschrei“ variieren. Hinzu kommt ein „Faible für flächiges, tiefgelegtes Gerumpel in Kombination mit schleifend-sägenden Komplementärpatterns“.

## Diskografie (Auswahl)
- 2001: Apotemnophilia (Album, Cyber-Blast-Records)
- 2002: Explorations into Deviance (Kollaborations-Album mit Richard Ramirez, Slaughter Productions)
- 2004: Torturous Anxiety (Album, L. White Records)
- 2005: Light Reflected from a Cold Cutting Table (Album, Pain Compliance Productions)
- 2006: Inhuman Torment (Split-Album mit Mörkermännen, Blunt Object Records)
- 2007: Wounds Bathed in Piss Water (Album, Blade Records)
- 2007: Hell Hospital (Album, Nil By Mouth Recordings)
- 2008: Atrocitizer (Album, Malignant Records)
- 2012: Historical Document One: Tuskegee Syphilis Study (3MC-Split-Album mit Breaking the Will und Nyodene D, New Forces)
- 2013: The Empirics Guild (Album, Malignant Records)
- 2013: Live & Unanesthetized (Album, Disease Foundry Recordings)
- 2014: RU-486 w/ Steel Hook Prostheses & Demonologists (Kollaborations-Album mit RU-486, Whispering Eye Recordings)
- 2016: Calm Morbidity (Album, Malignant Records)